# Esino
Esino är en flod som rinner genom den italienska regionen Marche. Floden har tagit sitt namn från det latinska namnet på den italienska staden Jesi (Aesis) (eller tvärtom).
Floden uppkommer vid Monte Cafaggio i provinsen Macerata. Den flyter inledningsvis genom kommunerna Esanatoglia, Matelica och Cerreto d'Esi för att sedan flyta in i provinsen Ancona där bifloden Giano flyter in i Esino. Floden passerar vidare genom Serra San Quirico, Maiolati Spontini, Castelplanio och Cupramontana, för att sedan nå Jesi och Chiaravalle. Esino flyter sedan ut i Adriatiska havet nära Falconara Marittima.